# Adrien Mabrut
Adrien Mabrut est un avocat, résistant et homme politique socialiste français, né le 4 février 1901 à Pontgibaud (Puy-de-Dôme) et mort le 25 février 1987 à Riom.

## Biographie
Fils d'instituteur, il fait des études secondaires au lycée de Clermont-Ferrand, puis obtient une licence en droit. Il devient avocat au barreau de Clermont-Ferrand.
Il est élu député SFIO du Puy-de-Dôme de 1936 à 1940 et de 1945 à 1958.
Fait prisonnier par les Allemands, il ne peut pas prendre part au vote des pleins pouvoirs au maréchal Pétain, le 10 juillet 1940. Il est rapatrié pour raison de santé, et rejoint par la suite les rangs de la résistance.
En juillet et août 1945, il est juré au procès de Pétain devant la Haute Cour de justice.

## Sources
- « Adrien Mabrut », dans le Dictionnaire des parlementaires français (1889-1940), sous la direction de Jean Jolly, PUF, 1960 [détail de l’édition]